# Королевство Северный Судан

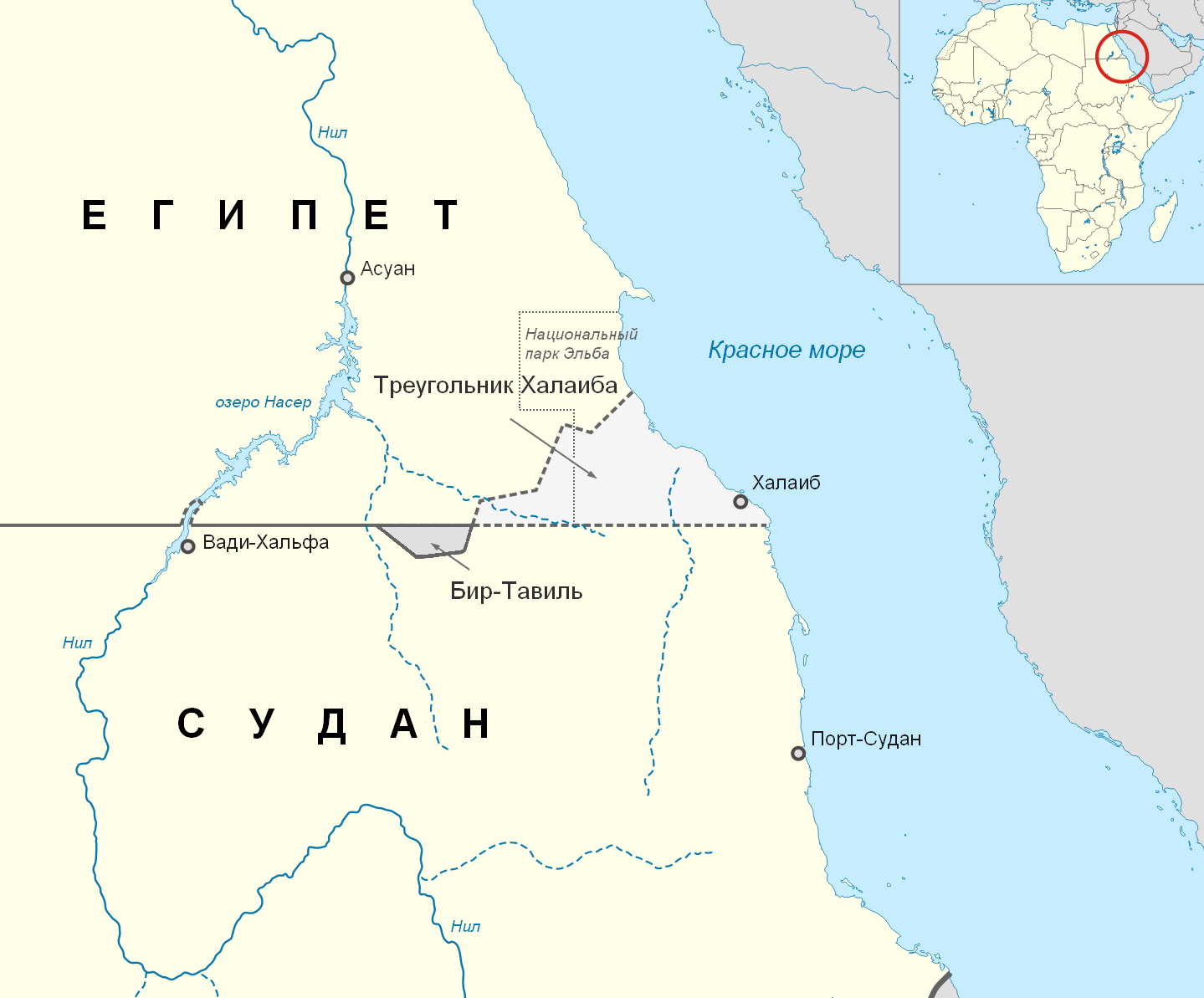
Территория Бир-Тавиль

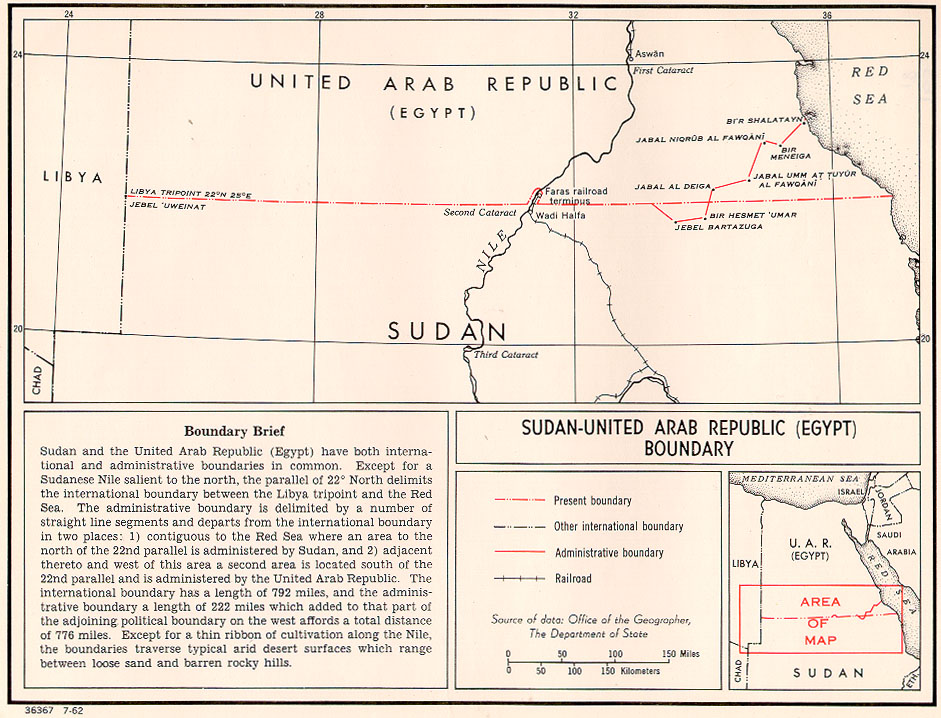
Бир-Тавиль на Египетско-суданской границе

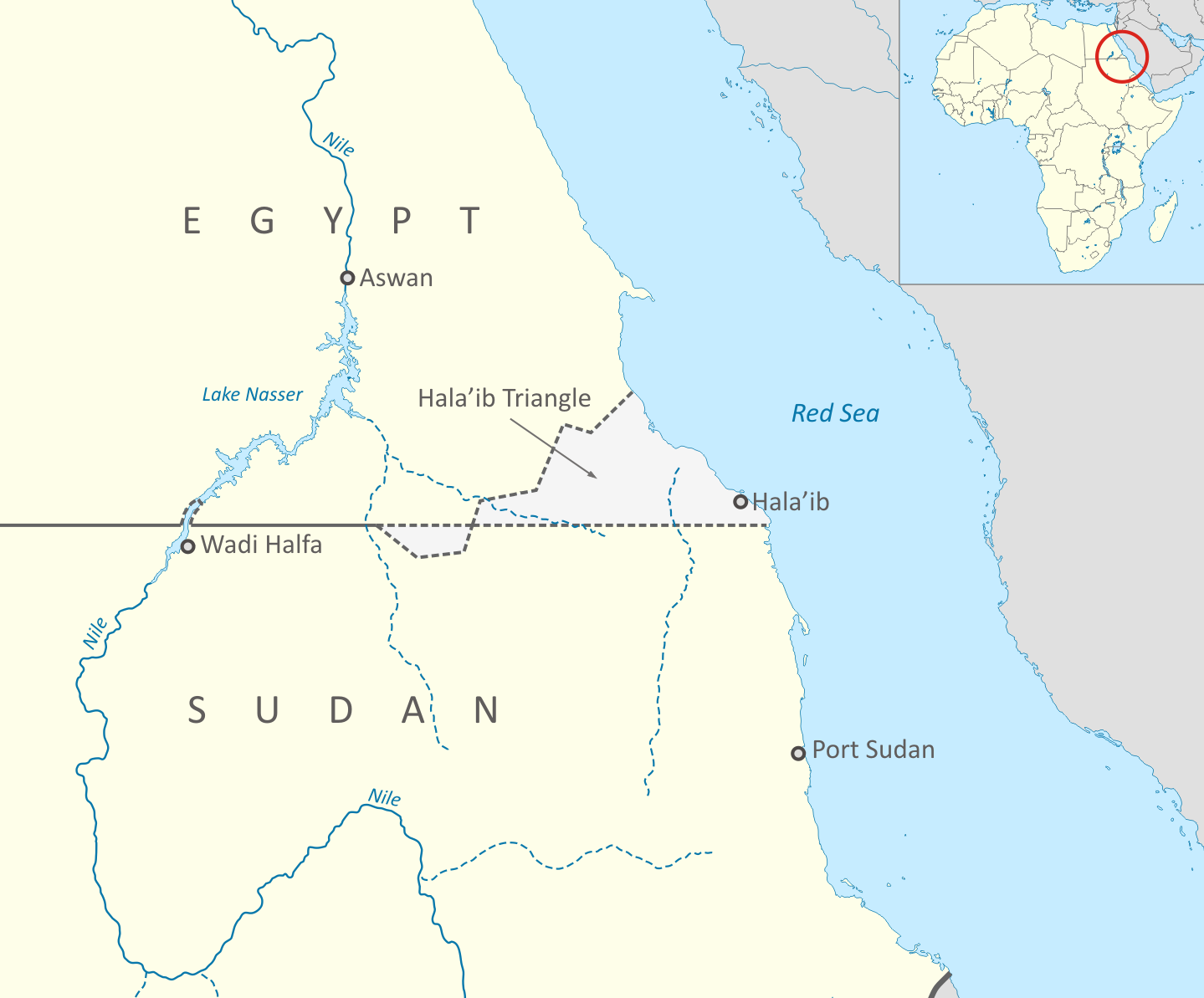
Карта, показывающая спорный треугольник Халаиб с Бир-Тавилом непосредственно на западе.

Короле́вство Се́верный Суда́н (англ. Kingdom of North Sudan) — виртуальное государство, провозглашённое гражданином США из города Абингдон (штат Виргиния) Иеремией Хитоном 16 июня 2014 года на территории Бир-Тавиль, находящейся между Египтом и Суданом. Свою 7-летнюю дочь Эмили Иеремия объявил «принцессой» королевства.

## Описание
Площадь Королевства Северный Судан составляет 2060 км². С севера, по 22-й параллели северной широты, Королевство граничит с Египтом; с востока, юга и запада — с Суданом (округом Халаиб провинции Красное море и округом Абу-Хамад провинции Нил). Территория Королевства безводна и пустынна (вода ушла после постройки Асуанской плотины). Выхода к морю государство не имеет. Постоянное население — 0 человек (около 4000 человек племени Абабде занимаются на этой территории золотодобычей вахтовым методом).

## История
В 1958 году Египет, установив контроль над Халаибским треугольником, взамен отказался от своих прав на территорию Бир-Тавиля (по установленной англичанами в 1899 году границе, Халаибский треугольник принадлежал Египту, а Бир-Тавиль — Судану, но по границе 1902 года Халаибский треугольник перешёл к Судану, а Бир-Тавиль — к Египту). Однако Судан также не признал Бир-Тавиль своим, поскольку это означало бы его согласие с потерей Халаибского треугольника. В результате территория Бир-Тавиля получила статус terra nullius, и только её малоизвестность и удалённость от цивилизации много лет спасали её от любых притязаний.
В 2014 году гражданин США Иеремия Хитон, выполняя волю своей дочери Эмили, которая много раз заявляла ему о своём желании стать принцессой, распространил в Интернете заявления о своих притязаниях на данную территорию, и утверждает, что совершил путешествие в Бир-Тавиль (14-часовой переход он совершил вместе с верблюжьим караваном). По словам Иеремии, он искал для своего королевства «ничейные земли», на которые не претендовало бы ни одно государство в мире, и в результате этих поисков наткнулся на Бир-Тавиль. 16 июля 2014 года, в день 7-летия Эмили, он воткнул в землю нового королевства придуманный им и нарисованный его детьми флаг — золотую корону и три белых звезды на синем поле. Далее Иеремия намерен получить признание Королевства со стороны Судана, Египта и Африканского союза, которое пока не состоялось, хотя Египет и способствовал ему в его экспедиции («Нельзя даже передать, сколь добры и радушны оказались египтяне», — сказал Иеремия).
Для создания первичного фонда развития Королевства Иеремия создал специальную краудфандинговую кампанию по продаже титулов.
«Я думаю, что этот мир полон любви. И я хочу, чтобы мои дети знали, что я сделаю для них абсолютно всё», — сказал он.
После признания Иеремия намерен превратить Королевство в центр по производству сельхозпродукции, как того желают его дети, особенно принцесса Эмили. Также планируется производство возобновляемой энергии: создание солнечных и ветряных электростанций. «Северный Судан будет на 100 % энергонезависимым» — сказал Иеремия.
В ноябре 2014 года Walt Disney и Морган Сперлок решили снять про него фильм «Принцесса Северного Судана» (англ. Princess of North Sudan), а в декабре The Washington Post и Newsweek, подводя итоги года, включили «курьёз» в число самых запомнившихся событий года. Ещё не вышедший фильм вызвал большой резонанс в средствах массовой информации.

## Королевство Средиземье
На эту территорию также претендует российский бизнесмен Дмитрий Жихарев, провозгласивший себя королём Бир-Тавиля и оспаривающий титул Иеремии Хитона. Своё королевство он назвал «Королевство Средиземье».
По утверждению Жихарева, если, учесть среднюю скорость движения верблюжьего каравана в 5 км/ч и отправную точку маршрута Эль Шлатин (El Shlateen), а также горные массивы на пути к Бир-Тавиль — становится очевидным, преодоление пути в 200 км за указанное Хитоном время (14 часов) невозможно.
Чтобы доказать отсутствие прав на землю terra nullius у американца, Дмитрий Жихарев, в компании Мики Ронкаинена, отправился в Бир-Тавиль в том же 2014 году и, после официальной встречи с главой Армии Египта и главой Полиции Египта, контролирующими приграничную с Бир-Тавиль зону, утверждает, что Хитон не только не получал разрешения на экспедицию в регион от властей Египта, но и вообще не был на территории Бир-Тавиля, произведя фотосъёмку «установки флага королевства Северный Судан» на территории Египта.
Дмитрий Жихарев является единственным на сегодня путешественником, не только предъявившим права на территорию Бир-Тавиль, но и доказавшим своё присутствие на территории, записав видеообращение и произведя фотосъёмку с географической привязкой. Хитон признал отсутствие у него каких-либо доказательств собственного местонахождения в Бир-Тавиле на момент «установки флага», но пообещал демонтировать флаг россиянина, за что был объявлен Жихаревым персоной нон грата на территории Королевства Средиземье.